# Copalred
Copalred es un sistema de conocimiento (herramienta de ingeniería del conocimiento) creado en el año 2003 por Rafael Bailón-Moreno, basado en el análisis de palabras asociadas y que tiene su antecedente en Leximappe, software desarrollado por Whittaker, Law, Courtial y Bauin. Leximappe se ha mostrado útil en el análisis estratégico de las redes de conocimiento científico y técnico. Leximappe y Copalred han sido empleados en el estudio de grandes conjuntos documentales de diferentes disciplinas académicas: Arqueología, Ingeniería Química, Fisioterapia, Conjuntos Difusos  o Espacios Naturales Protegidos. A partir de julio de 2011, Copalred ha cambiado de denominación pasándose a llamar Techné CoWord, ya que continúa su desarrollo al amparo del grupo de investigación "Techné, Ingeniería del Conocimiento y del Producto" adscrito al Departamento de Ingeniería Química de la Universidad de Granada.

## Principales módulos
Copalred, como sistema de conocimiento, consta de cuatro módulos principales:
1. Módulo de captura de información
2. Módulo de depuración de la información
3. Módulo de generación de la base de conocimiento
4. Módulo de gestión del conocimiento

### Módulo de captura de información
Copalred (Techné CoWord) consiste principalmente en un módulo de captura de información textual estructurada, procedente de una base de datos bibliográfica, y de captura de información textual no estructurada, procedente de cualquier tipo de documento textual. Es posible importar información de bases de datos como Web of Science, Scopus, Medline, etcétera, y emplearla directamente para el módulo de generación de la base de conocimiento, o bien pasar antes por el módulo de depuración de la información. Cuando se emplea información textual no estructurada es necesario utilizar el indizador automático de estructuras semánticas y alternativamente el gestor de control de autoridades.

### Módulo de depuración de la información
Básicamente consta de tres gestores:

#### Indizador mediante estructuras semánticas
El indizador permite leer texto plano y mediante un algoritmo especial encontrar estructuras semánticas representativas del contenido informativo de los documentos. Estas estructuras semánticas pasan a ser descriptores de los documentos y pueden emplearse para el análisis de palabras asociadas posterior. Este gestor por tanto permite indizar de forma automática documentos medianamente estructurados, tales como patentes y páginas webs y documentos de texto nada estructurados como el contenido de una monografía. El idioma de los textos puede ser prácticamente cualquiera, viniendo precargados el inglés, el francés y el español.
Los descriptores resultantes pueden pasar directamente al análisis de palabras asociadas para la formación de redes o bien depurarse con el control de autoridades.

#### Indizador automático a partir campos del documento
Este indizador es más elemental que el que obtiene estructuras semánticas, pero permite emplear como descriptores palabras procedentes de cualquier campo de los documentos. Ello permite generar no solo redes de palabras, sino redes de autores, redes de empresas, etcétera. Igualmente permite mezclar palabras procedentes de los distintos campos para realizar redes combinadas por ejemplo de descriptores, de autores, de revistas o de centros de investigación, o cualquier otra combinación que se desee.

#### Gestor de control de autoridades
Independientemente del origen de los descriptores es posible utilizar este potente depurador que de forma sencilla encuentra y modifica las variantes de género, de número y otras variantes terminológicas de los descriptores. Actualmente puede procesar preferentememnte palabras en inglés y en español, aunque es posible depurar palabras de cualquier otro idioma. También es posible hacer un control de las firmas de los autores o de la denominación de las revistas.

### Módulo de generación de la base de conocimiento
Está basado en el análisis de palabras asociadas, pudiendo procesar solo palabras (o descriptores), autores, o mezclas de descriptores, autores, revistas y/o empresas. Para la realización de las redes es necesario indicar número de periodos en que se va a dividir el estudio, fechas de estos periodos, ocurrencia y co-ocurrencia mínima de los descriptores (o autores, sus mezclas, etc.) y tamaño mínimo y máximo de las subredes resultantes.
El análisis es tanto estructural (una imagen de la estructura de la red atemporal) como dinámico (evolución de la red a lo largo del tiempo). A cada subred o tema se le determinan sus parámetros de centralidad y densidad y se sitúan aquellas sobre un diagrama estratégico. A cada subred se le asocian los documentos más similares, autores que trabajan preferentemente en ella, revistas, empresas, centros de investigación, países, etcétera. También se generan informes normalizados en Microsoft Word y en Microsoft Excel.

### Módulo de gestión del conocimiento
Este módulo permite acceder a los informes normalizados, pero sus capacidades principales están relacionadas con la posibilidad de generar infinitos informes personalizados. Entre otras capacidades se encuentra el dibujo de redes y su exportación a cualquier editor de imágenes, girarlas, cambio de umbrales, distribuciones de Bradford, distribuciones de Lotka, afiliaciones, bibliografías, ranking de documentos por relevancia, etcétera en cualquier combinación de temas o subredes.
Si se realizan redes de palabras o descriptores, también es posible identificar la evolución de las líneas de investigación y cuantificar los ciclos de vida de estas líneas de investigación. Si se generan redes de autores se ponen de manifiesto las evolciones en las redes de colaboración y los colegios invisibles.